# Allison Krause
Allison Beth Krause (/kraʊs/ ; ngày 23 tháng 4 năm 1951 – ngày 4 tháng 5 năm 1970) là nữ sinh viên danh dự người Mỹ tại Đại học Tiểu bang Kent ở Kent, Ohio, thì bị Vệ binh Quốc gia Ohio bắn chết trong vụ xả súng ở bang Kent khi phản đối quân đội Mỹ xâm lược Campuchia và sự hiện diện của Lực lượng Vệ binh Quốc gia trong khuôn viên Đại học Tiểu bang Kent.

## Tiểu sử
Krause chào đời tại Cleveland, Ohio, là con gái của Doris Lillian (Levine) và Arthur Selwyn Krause. Cô có một người em gái tên là Laurel. Krause là người Do Thái. Cô là cựu học sinh của Trường Trung học John F. Kennedy ở Silver Spring, Maryland. Cha mẹ cô chuyển đến Churchill, Pennsylvania vào mùa hè trước khi cô bắt đầu theo học tại Đại học Tiểu bang Kent.
Tổng cộng, toán lính Vệ binh đã bắn 67 phát súng trong 13 giây. Khám nghiệm tử thi về sau cho thấy một viên đạn súng trường duy nhất bắn vào và thoát ra khỏi cánh tay trên bên trái rồi găm vào ngực trái của cô ấy, vỡ ra khi va chạm và gây ra chấn thương nội tạng lớn. Krause chết vì vết thương chí mạng cùng ngày hôm đó. Những sinh viên khác thiệt mạng trong vụ xả súng là Jeffrey Glenn Miller, Sandra Lee Scheuer và William Knox Schroeder. Ngoài ra, có chín sinh viên khác bị thương trong vụ xả súng này.
Vụ xả súng đã dẫn đến các cuộc biểu tình và đình công của sinh viên toàn quốc, khiến hàng trăm trường học phải đóng cửa vì những cuộc biểu tình bạo lực và bất bạo động. Khuôn viên Đại học Tiểu bang Kent vẫn đóng cửa trong suốt sáu tuần. Năm ngày sau vụ xả súng, 100.000 người đã biểu tình ở Washington, D.C. nhằm bày tỏ thái độ phản đối chiến tranh Việt Nam. Cha của Krause đã trở thành người thẳng thắn ủng hộ báo chí vì sự thật và công lý về những gì xảy ra vào ngày hôm đó và ra sức tranh đấu tại tòa án trong gần 10 năm sau cái chết của con gái ông. Cuối cùng, gia đình của Allison Krause đã nhận được lời 'Tuyên bố Thương tiếc' và 15.000 đô la từ bang Ohio vì sự ra đi của Allison.
Richard Myers từng dựng bộ phim mang tên Allison công chiếu vào năm 1971 để tưởng niệm nữ sinh viên thiệt mạng trong vụ xả súng này. Năm 2010, Laurel, em gái của Krause, đồng sáng lập Tòa án Sự thật Đại học Tiểu bang Kent (KSTT) cùng với Emily Kunstler. Tòa án này được tổ chức nhằm khám phá, ghi chép và lưu giữ lời khai của các nhân chứng, người tham gia và những cá nhân liên quan một cách đầy ý nghĩa trong vụ xả súng ở Đại học Tiểu bang Kent năm 1970. Để thể hiện sự ủng hộ của mình, Michael Moore đã phát trực tiếp mọi lời chứng thực của KSTT tại trang web của ông. Tổng cộng, ba phiên tòa đã được tổ chức vào năm 2010: Ngày 1, 2, 3 và 4 tháng 5 tại Kent, Ohio vào dịp kỷ niệm 40 năm vụ xả súng; với một tòa án bờ tây ở San Francisco vào tháng 8 và một tòa án bờ đông ở thành phố New York vào tháng 10 năm 2010.